# Latiaxis babelis
Latiaxis babelis es una especie de molusco gasterópodo de la familia Muricidae en el orden de los Neogastropoda.

## Distribución geográfica
Es  endémica de Malta. 